# مصطفى فتح الله محمد
مصطفى فتح الله محمد هو لاعب رياضي مصري بارالمبي، شارك في ألعاب القوى والميدان وايضاً في مسابقات السرعة T37 . 

## حياة مهنية
احرزة مصطفى على الميدالية الذهبية في سباق 100 متر رجال T37 ضمن بطولة العالم لألعاب القوى لذوي الاحتياجات الخاصة 2011 والتي كانت ايضاً أول ميدالية له في بطولة العالم لألعاب القوى لذوي الاحتياجات الخاصة. كما شهدت بطولة العالم لألعاب القوى لذوي الإعاقة 2011 ظهور الأول لمصطفى فتح الله ضمن بطولة العالم لألعاب القوى لذوي الإعاقة.
كان ظهور مصطفى الأول في الألعاب البارالمبية ممثلاً لمصر في الألعاب البارالمبية الصيفية 2012، وشارك في سباقات 100 متر رجال T37 و 200 متر رجال T37. حصل على الميدالية الفضية في مشاركته البارالمبي الثاني ممثلاً بلاده مصر في دورة الألعاب البارالمبية الصيفية 2016 في سباق 100 متر فئة T37 للرجال . بالإضافة إلى ذلك شارك ايضاً في سباق 400 متر للرجال T37 حيث عبره بفارق ضئيل الفوز بالميدالية البرونزية بعد حصوله على المركز الرابع.